# Nacionalni park Serra da Capivara
Nacionalni park Serra da Capivara je nacionalni park na sjeveroistoku Brazila, na planini Serra do Congo gorja Chapada da Capivara (brazilska savezna država Piauì). Park je nastao kako bi se zaštitile njegove špilje i skloništa u stijenama čiji zidovi su oslikani prapovijesnim špiljskim slikama starima najmanje 25.000 godina.
Zbog toga je Nacionalni park Serra da Capivara, ukupne površine 1.291,4 km², upisan na UNESCO-ov popis mjesta svjetske baštine u Amerikama 1991. godine kao "izvanredno svjedočanstvo jedne od najstarijih ljudskih zajednica u Južnoj Americi.

## Prirodne odlike
Serra da Capivara je zemljopisno spojeno s pokrajinama Piaui i Bom Jesus do Gurgeia na sjeveroistoku Brazila. Duljinom od 180 km litice, visoke do 270 m, dijele dva kontrasna geološka područja, jugoistočna dolina i sjeveroistočno gorje. Erozija je kroz planinske predjele izdubila klance i doline koje su važni riječni tokovi mnogih rijeka (Riacho Toca da Onca, Riacho Baixo da Lima, Riacho Bom Jesus i Gruta do Pinga). Vegetacija je tipična za poluaridnu klimu sjeveroistočnog Brazila: endemski gusti trnoviti grmovi (caatinga), sukulenti, otporna bjelogorica i druga kserofitska (prilagođena pustinjama) vegetacija. Šuma se javlja samo u dubokim uskim klancima (koji zadržavaju vlagu tijekom sezona suša) i sastoji se od reliktnih endemskih vrsta drveća kišnih tropskih šuma iz vremena vlažnog ledenog doba iz oko 11.000. pr. Kr. U ovom ekosustavu također obitavaju endemske vrste životinja kao što su ocelot, šumski pas (Speothos venaticus), stjenoviti zamorac (Kerodon rupestris), crvenoga seriema (Cariama cristata) i Tropidurus gušter.

## Arheološki lokaliteti
Glavni dio NP Serra da Capivara se nalazi blizu naselja São Raimondo Nonatoa, oko 220 km južno od grada Floriana i 5.230 km od Teresina. Najznačajniji istraživač ovih prostora je bio brazilski arheolog Niède Guidon koji je 1973. godine proučavao najpoznatiji lokalitet, Pedra Furada (portugalski za "probušen kamen", slika desno), naseljen najranije od oko 50.000-30.000. pr. Kr. Tu je pronađeno više od 300 arheoloških lokaliteta na čijim stijenama se nalaze slikarije stare od 26.000-22.000. pr. Kr. Na njima su prikazane određene geološke tvorevine i paleofauna (kao što su divovski ljenivci, konji, deve i rane ljame) koji svjedoče o znatno drugačijem okolišu za vrijeme njihova nastanaka od poluaridnog koji danas preovladava.
Ova mjesta su zasigurno naseljavali rani ljudi koji su stvorili najstarije slike na južnoameričkom kontinentu. Njihovo ikonografsko tumačenje nam postupno otkriva vjerske odlike i običaje ovih najstarijih ljudskih zajednica.

## Vajske poveznice
- Maria-Brazil, Fotografije Serra da Capivara
- FUMDHAM - South-American Pre-Historic Men Foundation  Arhivirana inačica izvorne stranice od 23. svibnja 2011. (Wayback Machine) (engl.)